# Borde convergente

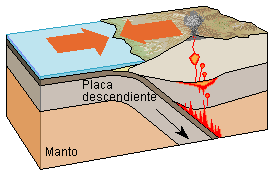
Borde convergente (convergencia oceánica-continental).

Un borde convergente o destructivo es el borde de choque entre dos placas tectónicas. Cuando en el borde convergente, una de las placas de la litosfera se hunde debajo de la otra consumiéndose en el manto se habla de subducción. Este tipo de bordes lleva a la formación de cordilleras y está asociado con zonas de actividad volcánica y sísmica originadas por la fricción de las dos placas.

## Tipos de bordes convergentes
Según el tipo de corteza implicado, se pueden distinguir tres tipos de bordes convergentes:

### Convergencia oceánica-continental

Convergencia oceánica-continental.

Una placa con corteza oceánica colisiona con una placa con corteza continental la cual, al ser más ligera, "flota" sobre la oceánica que se hunde (subduce) en el manto. Al alcanzar una profundidad de unos 100 km se desencadena la fusión parcial, que origina un flujo ascendente de magma (roca fundida) que origina plutones y volcanes que crecen sobre el continente. Se forman así arcos volcánicos continentales y grandes fosas oceánicas, ambos paralelos a la costa. El punto de intersección de las dos placas se llama zona de subducción y allí se forma una fosa oceánica donde se van acumulando sedimentos en una estructura llamada prisma de acreción.
Este tipo de borde convergente es el que se da en la costa pacífica de América del Sur, donde la placa de Nazca, totalmente oceánica, deriva hacia el este y colisiona con la placa Sudamericana que deriva hacia el oeste; el magma ascendente ha formado la cordillera de los Andes, con cientos de volcanes activos y una intensa actividad sísmica.

### Convergencia oceánica-oceánica

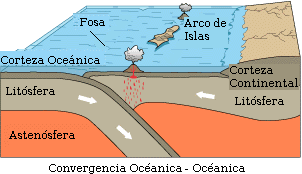
Convergencia oceánica-oceánica.

Cuando dos placas con corteza oceánica colisionan. Una placa subduce bajo la otra iniciándose la fusión y la actividad volcánica como en la convergencia oceánica-continental. Estos arcos están situados a 100-300 km de la fosa submarina que se forma en el punto de subducción. Son ejemplos de archipiélagos originados así las Aleutianas, las islas Marianas, Tonga, Japón y las islas de la Sonda, y las fosas asociadas a ellos.

### Convergencia continental-continental

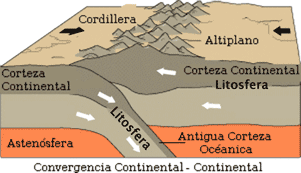
Convergencia continental-continental.

Cuando una placa oceánica en subducción contiene también litosfera continental, la subducción continuada acabará uniendo los dos bloques continentales que, dado que ambos flotan en la astenosfera, colisionarán. Ello pliega y deforma los sedimentos acumulados a lo largo del margen continental originando una nueva cordillera compuesta por rocas sedimentarias y metamorfizadas.
Este tipo de fenómeno se produjo cuando la India «embistió» Asia y produjo la elevación de la cordillera del Himalaya. Otros sistemas montañosos importantes, como los Pirineos, los Alpes y los Urales también se originaron durante colisiones continentales.

### Volcanismo y arcos volcánicos
La corteza oceánica contiene minerales hidratados, como los grupos de anfíboles y micas. Durante la subducción, la litosfera oceánica se calienta y metamorfiza, provocando la descomposición de estos minerales hidratados, lo que libera agua en la astenosfera. La liberación de agua en la astenosfera provoca una fusión parcial. La fusión parcial permite el ascenso de material menos denso y más caliente, y puede dar lugar a vulcanismo en la superficie y al emplazamiento de plutones próximos a la superficie.
Cuando estos magmas alcanzan la superficie crean arcos volcánicos. Los arcos volcánicos pueden formarse como cadenas de arcos insulares o como arcos en la corteza continental. Existen tres series magmáticas de rocas volcánicas asociadas a los arcos. La serie magmática toleítica, químicamente reducida, es la más característica de los arcos volcánicos oceánicos, aunque también se encuentra en arcos volcánicos continentales de subducción rápida (>7 cm/año). Esta serie es relativamente baja en potasio. La serie calcoalcalina, más oxidada y moderadamente enriquecida en potasio y elementos incompatibles, es característica de los arcos volcánicos continentales. La serie magmática alcalina (muy enriquecida en potasio) está presente a veces en el interior continental más profundo. La serie shoshonita, extremadamente rica en potasio, es rara pero a veces se encuentra en los arcos volcánicos. El miembro andesítico de cada serie es normalmente el más abundante, y la transición desde el vulcanismo basáltico de la cuenca profunda del Pacífico al vulcanismo andesítico en los arcos volcánicos circundantes se ha denominado línea andesítica.